# Redalyc
O projeto "Redalyc" (Rede de Revistas Científicas da América Latina e Caribe, Espanha e Portugal) é uma base de dados bibliográfica e de uma biblioteca digital de revistas de Acesso Aberto, suportado pela Universidade Autónoma do Estado do México com a ajuda de numerosas outras instituições de ensino superior e dos sistemas de informação.
O projeto foi iniciado em outubro de 2002, com o objetivo geral de construção de um sistema de informação científica, composto pelos principais periódicos de todas as áreas de conhecimento editado na e sobre a América latina. Desde a sua criação, a sua meta é: para dar visibilidade à produção científica gerada na Ibero-América, que é subestimado todo o mundo devido a vários fatores, como o baixo investimento em ciência e tecnologia, a baixa participação dos cientistas latino-Americanos em algumas das principais correntes da ciência, medido pela percentagem de artigos por autores latino-Americanos nos bancos de dados eletrônicos por exemplo, MEDLINE, e o baixo impacto do que a produção. A participação, medida pela percentagem de artigos por autores da América Latina em tais bases de dados foi muito baixa nos repositórios dominantes, por exemplo, de 2,7%, no Science Citation Index (SCI).
Em 2015, "Redalyc" é um sistema de informação que também avalia a qualidade científica e editorial do conhecimento na Ibero-América. Um grupo de pesquisa gera indicadores bibliométricos sobre o impacto dos periódicos, autores e países incluídos na revista eletrônica da biblioteca. "Redalyc" tem se consolidado como um importante repositório de conhecimento com mais de 1.000 periódicos e mais de 425.000 artigos com texto completo.

## Revista Científica Eletrônica de Biblioteca
Organizado em duas grandes áreas (sociais e ciências naturais) e muitas subseções especializados, "Redalyc" reúne periódicos publicados em 15 países, com mais de 550 revistas e 16.000 artigos disponíveis em formato PDF, juntamente com resumos em idioma inglês e espanhol, com informações de referência, e outros metadados. Semelhante a projetos paralelos como Latindex, o "Redalyc" totalmente favorável de acesso aberto e libera seus conteúdos sob uma licença Creative Commons, tornando-a livre para fazer descarregamento. Juntamente com uma pesquisa de palavra-chave em cada página, os usuários podem consultar o catálogo por título, autor, país, ou assunto.

### Países
Argentina, Brasil, Chile, Colômbia, Costa Rica, Cuba, Equador, Espanha, México, Peru, Portugal, Porto Rico, República Dominicana, Sérvia, Uruguai e Venezuela

### Assuntos

#### Ciências sociais e Humanas
Estudos agrários, Antropologia, Arte, Comunicação, Cultura, Demografia, Economia, Educação, Estudos Ambientais, Geografia, Saúde, História, Ciências da Informação, Língua e Literatura, Direito, Multi-disciplinar de estudos de Filosofia e Ciência, Ciência Política, Psicologia, Administração Pública, Sociologia e Estudos Territoriais

#### Naturais e Exatas Ciências
Ciências agrárias, Arquitetura, Astronomia, Ciências Atmosféricas, Biologia, Química, Engenharia, Geologia, Geofísica, Tecnologia da Informação, Matemática, Medicina, Multidisciplinárias, Oceanografia, Física e Medicina Veterinária

## Indicadores bibliométricos
Técnicas bibliométricos têm-se mostrado úteis no desenvolvimento de indicadores de actividade de investigação científica para resolver os novos problemas como a nível institucional, análise de recursos e de redes. Indicadores bibliométricos têm sido utilizados para fins de política por quase 25 anos e foram desenvolvidos para abordar as preocupações centrais da ciência clássica em nível de política de resultados da investigação e o seu impacto. Eles são incorporados em séries regulares de estatísticas, tais como a National Science Foundation (NSF) indicadores científicos e são usados em alto perfil de análises por cientistas e formuladores de políticas.

## Indicadores de uso
"Redalyc" produz indicador para acompanhar as consultas das publicações. Os dados obtidos são:
- Uso do website
- Relatório de artigos
- Relatório das visitas
- Comparativos de consultas
- Relatórios universais de utilização
- Índice de internacionalização
- Relatórios individuais
- Relatórios editoriais
- Relatórios institucionais

## Controvérsia
Em julho de 2015, Jeffrey Beall, um bibliotecário Americano, colocou um artigo no seu blog, referindo-se aos dois maiores bases de dados da América latina de acesso aberto (SciELO e "Redalyc") como "favelas", que é um pejorativo termo português para um bairro da lata. Beall afirmou: 
"Muitos estudiosos Norte-Americanos nunca ouviram falar desses meta-editores ou as revistas que eles agregam. O seu conteúdo é, em grande parte oculto, o bairro remoto e desconhecido." 
Esta perspectiva foi desconsiderado pelo Dr. Luis Reyes Galindo da Escola de Ciências Sociais da Universidade de Cardiff:
"Eu suponho que por 'América do Norte', Beall realmente significa os Estados Unidos da América e Canadá, que... deixa pelo menos um terço da América do Norte fora deste míope geografia...

...SciELO e "RedALyC" são repositórios centrados na iteratura acadêmica Ibero-americana, no qual o espanhol e o português são as línguas dominantes. O que está sendo sugerido, ao que parece, é que os estudiosos espanhois e o portugueses que escrevem nas suas línguas maternas devem estar profundamente preocupados porque os falantes de inglês são improváveis de lerem o seu trabalho. Além disso, também devemos ter vergonha da qualidade do nosso trabalho, porque uma região que não falam a nossa língua é desinteressado na leitura de textos fora de seus escopos de linguística. Isto é análogo ao que sugere que Gabriel García Márquez, Octavio Paz, Jorge Luis Borges e Machado de Assis deve ter sido profundamente perturbado porque a maioria dos leitores Norte-Americanos já teria perdido o interesse na leitura de suas obras nas línguas maternas originais que o autor utilizou."
Respondendo ao etnocentrismo entendido da publicação de Beall sobre o parecer do SciELO e "Redalyc", uma Moção foi aprovada pelo Fórum Brasileiro de Saúde Pública, Editores de Revistas e a Associação Brasileira de Saúde Coletiva (Abrasco, Associação Brasileira de Saúde Pública), fazendo exceção para a caracterização de Beall, chamando a atenção para o "preconceito etnocêntrico", e corrigindo imprecisões factuais. A Moção chama a atenção para o trabalho de Vessuri, Guedon e Cetto, enfatizando o valor da SciELO e "Redalyc" para o desenvolvimento da ciência na América latina e no mundo: "Na verdade, a América latina está a utilizar o modelo OA de publicação para uma extensão muito maior do que qualquer outra região no mundo... Também, porque o sentido de missão pública continua forte entre as universidades latino-Americanas... essas... iniciativas demonstram que a região contribui com mais e mais para o conhecimento global da troca enquanto o posicionamento de pesquisa literatura como um bem público."
Em uma crítica à Beall da publicação, o Dr. Antonio Sánchez Pereyra da Universidade Nacional do México, escreveu, "SciELO e" RedAlyC " tem recebido o reconhecimento suficiente em locais longe o suficiente da América latina que a opinião de Beall pode ser descrita como... na melhor das hipóteses, desinformados."

## Alguns periódicos indexados
- Revista Austral de Ciencias Sociales
- Revista Colombiana de Estadistica
- Universitas Psychologica
- Geologica Acta
- Vojnotehnicki glasnik/Military Technical Courier

## Leitura complementar
- Eduardo Aguado López, Rosario Rogel Salazar, Arianna García Becerril, e Honório Garcia Flores, ""Redalyc" OAI - PMH: o open archives initiative protocol for metadata harvesting (protocolo ip versão 2.0)" na Conferência Internacional sobre Dublin Core e Aplicações de Metadados de arquivo, que: os Procedimentos de 2006 conferência internacional sobre Dublin Core e Aplicações de Metadados: metadados para o conhecimento e a aprendizagem (Manzanillo, Colima, México), Dublin Core Metadata Initiative: 2006, pp. 244-252. ISBN 970-692-268-7
- Ricyt, (2002), El estado de la ciencia. Principais indicadores de ciencia y tecnología iberoamericanos / interamericanos de 2001, Red iberoamericana de indicadores de ciencia y tecnologia (Ricyt), em Buenos Aires.
- William Miller, Rita M. Pellen (2006), A Evolução Das Referências Da Internet, Recursos, Binghamton.
- Katz JS e Hicks D (1997). 'Indicadores bibliométricos para os Sistemas Nacionais de Inovação", preparado para a IDEIA de projecto financiado pelo programa TSER do CE, ESRC Centro de Ciência, Tecnologia, Energia e meio Ambiente Política de Ciência Política Unidade de Investigação, de Brighton.
- Narin, F. (1976). Avaliação Bibliometria: A Utilização de Publicação e Citação de Análise, a Avaliação da Atividade Científica, Cherry Hill.